# Titus Corlățean
Titus Corlățean, né le 11 janvier 1968 à Medgidia, est un homme politique roumain membre du Parti social-démocrate (PSD). Il est ministre des Affaires étrangères d'août 2012 à novembre 2014.

## Biographie

### Jeunesse et formation
Titulaire d'une licence de droit obtenue en 1994 à l'université de Bucarest, il se spécialise en 1995 en droit international et relations internationales auprès de son université et en diplomatie et relations internationales à l'École nationale d'administration française (ENA).
Il intègre le ministère roumain des Affaires étrangères en qualité de diplomate dès septembre 1994. Il représente le gouvernement devant la cour européenne des droits de l'homme (CEDH) entre août 1997 et août 2001. Deux mois plus tard, il est nommé conseiller personnel du Premier ministre Adrian Năstase pour la politique extérieure.

### Débuts en politique
Il est désigné en juillet 2002 secrétaire exécutif de la Jeunesse sociale-démocrate (TSD) pour les Relations internationales. Il devient un an plus tard secrétaire d'État au sein du ministère des Affaires étrangères, chargé du département des Roumains de l'étranger.
Il abandonne ses fonctions au sein de la TSD en avril 2004 pour exercer les responsabilités de porte-parole du Parti social-démocrate (PSD).

### Un spécialiste de la politique étrangère
Aux élections législatives du 28 novembre 2004, il est élu à la Chambre des députés. Il doit donc quitter son poste au ministère le mois suivant, mais il est choisi en tant que secrétaire de la commission de la Politique étrangère, président de la sous-commission des Roumains de l'étranger et membre de la commission de l'Intégration européenne à la Chambre.
Investi en avril 2005 vice-président du PSD, sous la présidence de Mircea Geoană, il est désigné comme observateur roumain au Parlement européen huit mois plus tard. Il prend le poste de secrétaire général du parti en décembre 2006.
À l'occasion des élections européennes spéciales du 25 novembre 2007, il mène la liste sociale-démocrate. Avec 23,1 % des voix, le PSD envoie dix députés siéger au Parlement européen, dont lui. Il devient alors premier vice-président de la commission des Affaires juridiques.
Il revient au Parlement roumain lors des élections législatives du 30 novembre 2008, se faisant élire au Sénat. À l'ouverture de la nouvelle législature, il est porté à la présidence de la commission de la Politique étrangère et renonce à être vice-président du PSD.
En février 2009, il prend la tête du département du Parti social-démocrate pour les Relations extérieures, puis retrouve un poste de vice-président du parti à l'occasion du remplacement de Geoană par Victor Ponta.

### Ministre de Victor Ponta
Lorsque ce dernier accède au pouvoir le 7 mai 2012, il nomme Titus Corlățean ministre de la Justice. Dès le 6 août cependant, il se voit déplacé au ministère des Affaires étrangères. Il est reconduit dans ses fonctions après le 21 décembre 2012, à la suite des élections législatives du 9 décembre, puis le 4 mars 2014, après la rupture de l'Union sociale-libérale (USL). Il démissionne le 10 novembre suivant, à la suite de multiples dysfonctionnements dans l'organisation du vote des expatriés pour l'élection présidentielle. Il est remplacé par Teodor Meleșcanu, ancien du parti libéral PNL.